# پالو کروتوس
پالو کروتوس (انگلیسی: Pavlo Krutous؛ زادهٔ ۹ آوریل ۱۹۹۲) بازیکن بسکتبال اهل اوکراین است.